# Eugen Rozvan

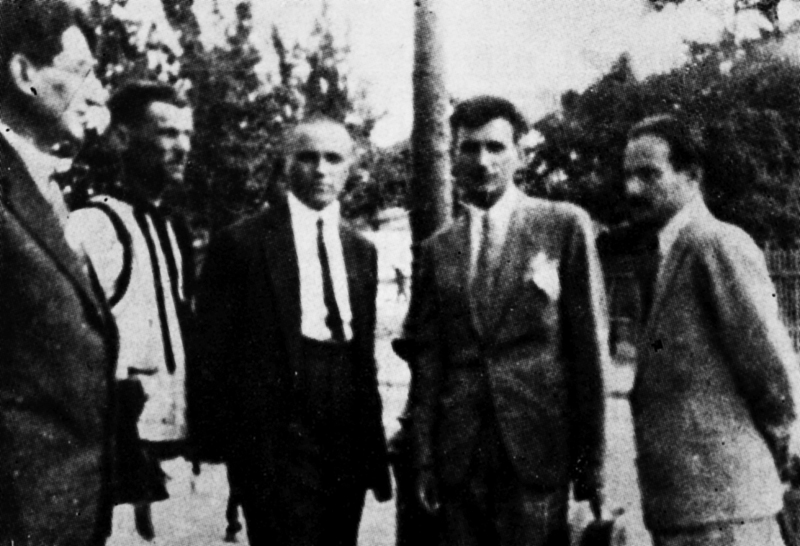
Deputaţii Blocului Muncitoresc Țărănesc aleşi în alegerile parlamentare din România. De la stânga la dreapta: Eugen Rozvan (Bihor), Vasile Caşul (Cernăuți), Ștefan Dan (Mureș), Lucrețiu Pătrășcanu (Timiș), Imre Aladar (Satu Mare). Toți au fost invalidați la cererea guvernului

Eugen Rozvan (în maghiară Jenő Rozvány, în rusă Евгений Георгиевич Розвань, Evgheni Gheorghievici Rozvan; n. 28 decembrie 1878, Salonta, Ungaria — d. 16 iunie 1938) a fost un activist comunist maghiar de naționalitate română, avocat și istoric marxist care s-a stabilit în Uniunea Sovietică la sfârșitul vieții sale.
În 1912 s-a căsătorit cu Eleonora Lemeny-Roznávy. Activitatea politică a lui Eugen Rozvan s-a desfășurat mai ales la Oradea, în cadrul Blocului Muncitoresc Țărănesc. Deoarece în anumite probleme viziunea nu s-a înscris în directivele trasate de Comintern, la Plenara Comitetului Central din 24-25 februarie 1929 s-a decis excluderea lui Rozvan din partid sub principala învinuire de a fi combătut lozinca referitoare la „dreptul de autodeterminare al popoarelor asuprite până la despărțirea de statul român“. Această hotărâre nu i-a fost adusă la cunoștință în mod oficial, astfel că în anii următori situația sa în partid a fost incertă. În septembrie 1931 s-a decis să plece în URSS pentru a-și clarifica situația. Aici a fost angajat ca cercetător științific la „Institutul de politică și relații internaționale”, unde a studiat fascismul italian. În 1937 a obținut titlul de doctor în științe cu o lucrare pe această temă.
Rozvan a devenit o victimă a Marii Epurări din URSS: a fost arestat la 16 decembrie 1937 și în mod oficial condamnat la zece ani de închisoare. El a fost, totuși, executat imediat, în 1938.

## In memoriam
Prin Decretul nr. 150/1971 al Consiliului de Stat s-a atribuit numele "Eugen Rozvan" următoarelor străzi:
- străzii Brăilei, cuprinsă între strada Porțile de Fier și rîul Crișul Repede din municipiul Oradea, județul Bihor;
- străzii Cheile Turzii, cuprinsă între strada Înfrățirii și strada Muncii din orașul Salonta, județul Bihor.

## Legături externe
- Eugen Rozvan